# Finanzministerkonferenz
Die Finanzministerkonferenz (FMK) ist die ständige Konferenz der Finanzminister der 16 deutschen Länder. Sie ist wie die anderen Fachministerkonferenzen kein Organ des Bundesrats und nicht an dessen Gesetzgebungsverfahren beteiligt. Sie dient ausschließlich der freiwilligen Koordination zwischen den Ländern in finanzpolitischen Fragen von überregionaler Bedeutung. Der Vorsitz wechselt jährlich und liegt seit dem 1. Januar 2025 beim nordrhein-westfälischen Finanzminister Marcus Optendrenk (CDU).
Die Finanzministerkonferenz tagt etwa zwölf Mal im Jahr meist im Anschluss an  die Sitzungen des Bundesrats-Finanzausschusses. Außerdem treffen sich die Finanzminister der Länder einmal jährlich zu einer Jahrestagung. Die FMK wird durch eine Geschäftsstelle unterstützt, die allerdings nicht für die Öffentlichkeitsarbeit zuständig ist. Die Beratungen in der Finanzministerkonferenz sind vertraulich. Die Anforderung eines Zwischenberichts über das Informationsfreiheitsgesetz wurde 2016 mit der Begründung abgelehnt, dass es sich um einen Prozess der Willensbildung zwischen Behörden handelt, der nicht dem öffentlichen Zugang unterliegt.

## Vorsitzende der Finanzministerkonferenz
| Jahr | Name                   | Partei    | Bundesland          |
| ---- | ---------------------- | --------- | ------------------- |
| 2008 | Thilo Sarrazin         | SPD       | Berlin              |
| 2009 | Helmut Linssen         | CDU       | Nordrhein-Westfalen |
| 2010 | Ulrich Nußbaum         | parteilos | Berlin              |
| 2011 | Willi Stächele         | CDU       | Baden-Württemberg   |
| 2011 | Nils Schmid            | SPD       | Baden-Württemberg   |
| 2012 | Norbert Walter-Borjans | SPD       | Nordrhein-Westfalen |
| 2013 | Thomas Schäfer         | CDU       | Hessen              |
| 2014 | Norbert Walter-Borjans | SPD       | Nordrhein-Westfalen |
| 2015 | Thomas Schäfer         | CDU       | Hessen              |
| 2016 | Norbert Walter-Borjans | SPD       | Nordrhein-Westfalen |
| 2017 | Thomas Schäfer         | CDU       | Hessen              |
| 2018 | Doris Ahnen            | SPD       | Rheinland-Pfalz     |
| 2019 | Thomas Schäfer         | CDU       | Hessen              |
| 2020 | Doris Ahnen            | SPD       | Rheinland-Pfalz     |
| 2021 | Lutz Lienenkämper      | CDU       | Nordrhein-Westfalen |
| 2022 | Doris Ahnen            | SPD       | Rheinland-Pfalz     |
| 2023 | Marcus Optendrenk      | CDU       | Nordrhein-Westfalen |
| 2024 | Doris Ahnen            | SPD       | Rheinland-Pfalz     |
| 2025 | Marcus Optendrenk      | CDU       | Nordrhein-Westfalen |